# Milštejn

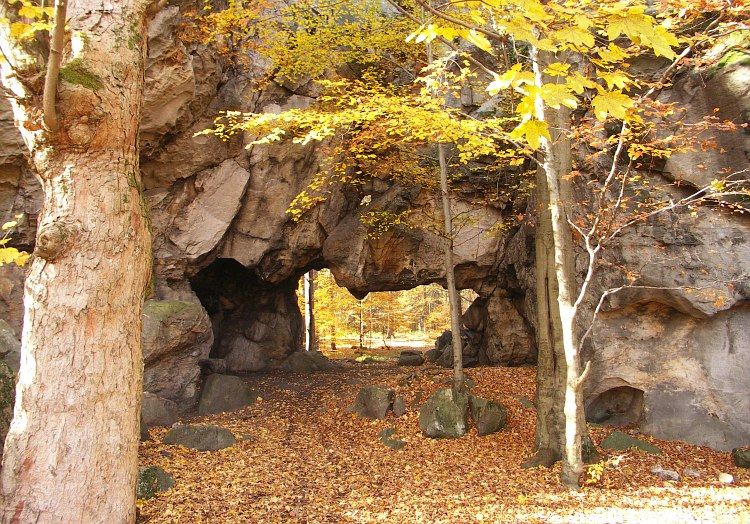
Felstor Milštejn

Milštejn (deutsch Mühlstein) wird ein aus Quarzit bestehender, freistehender, ca. 20 Meter hoher Fels bei Naděje im Lausitzer Gebirge in Tschechien genannt. Am Fuß des Felsens befinden sich die geringen Reste der einstigen Burg Milštejn (Mühlstein). Erhalten sind nur einige Teile der Umfassungsmauern. Bemerkenswert ist das natürliche Felstor, welches den Felsen im zentralen Teil unterhöhlt. Bekannt ist der Felsen auch als Klettergipfel.

## Geschichte
Begründet wurde die Burg Milštejn vermutlich an der Wende des 13. zum 14. Jahrhundert zum Schutz der Handelsstraße über das Lausitzer Gebirge. 1343 wurde die Burg Milštejn erstmals urkundlich erwähnt und als Geleitsstation zwischen Oybin und Česká Lípa bezeichnet. Sie befand sich damals wahrscheinlich – sicher 1362 – im Besitz der Herren Berka von Dubá aus der Linie Kurziwody-Mühlstein. Zur Burg gehörten Ende des 14. Jahrhunderts das Städtchen Zwickau und die Dörfer Ober- und Nieder Lichtenwald, Krombach, Groß Mergthal, Glasert, Kleingrün, Kunnersdorf und Lindau. In den vier Jahrzehnten vor den Hussitenkriegen befand sich durch Eheverbindung zeitweise der westliche Teil der Herrschaft Lämberg im Besitz der Herren auf dem Mühlstein. Ende des 16. Jahrhunderts wurde die Burg Mühlstein aufgegeben und verfiel allmählich.
Schon vor der Gründung der Burganlage wurde wahrscheinlich der Quarzit zur Mühlsteingewinnung abgebaut. Nach der Aufgabe der Burg wurde der Abbau des Gesteins weiter vorangetrieben, so dass auch die Reste der Burganlage Stück für Stück verschwanden. Im Jahre 1532 vereinigten die Herren Berka von Dubá die Herrschaft Mühlstein mit der Herrschaft Reichstadt. Vor allem unter Julius Franz von Sachsen-Lauenburg wurden größere Teile der Burg abgetragen, um die Sicherheit des Steinbruchbetriebes zu gewährleisten. 1726 brach einer der großen Türme zusammen und 1793 wurden die Reste des Bergfriedes gesprengt. Ab 1873 wurde der Gesteinsabbau weiter intensiviert, mittlerweile wurden die Mühlsteine europaweit exportiert. 1910 waren die abbauwürdigen Gesteinsvorräte erschöpft und der Steinbruchbetrieb wurde eingestellt.

## Bergsportliche Erschließung
Schon von alters her wurde sicherlich der Gipfel des Felsens erstiegen, um z. B. als Beobachtungsposten der Burganlage zu dienen. Die bergsportliche Erschließung begann in den 1920er Jahren, als einige Routen zum Hochgebirgstraining mit künstlichen Hilfsmitteln wie Haken und Leitern durchstiegen wurden. Heute existieren Routen der Schwierigkeitsgrade I bis VII (JPK – Jednotná pískovcová klasifikace).

## Sage vom Jungfernsprung
Eine alte Sage vom Mühlstein berichtet:
Ein von Räubern verfolgtes Mädchen klopfte eines Abends an die Pforte der Veste Mühlstein bei Zwickau an und erhielt von den Knechten der Burg Einlass. Die Jugend und Schönheit der Jungfrau reizte die rohen Gesellen und trunken vom vielen Wein wollten sie das gehetzte, schutzflehende Mädchen missbrauchen. Diese riss sich aber von ihnen los und stürzte sich aus dem Fenster in die Tiefe hinab. So fand das arme gepeinigte Mädchen den Tod, die grässlichen Knechte aber waren bis an ihr Lebensende verflucht.
Eine weitere Sage berichtet von einer Teufelsküche in den Ruinen der Burg, welche den Hexen des Waldes zum Brauen von Zaubertränken diente.